# 전국노래자랑
《전국노래자랑》은 매주 일요일 낮 12시 10분에 KBS 1TV에서 방송하는 음악 경연 프로그램이다.

## 소개
처음 《KBS배 쟁탈 전국노래자랑》으로 1972년 4월 3일부터 1977년 4월 2일까지 방송 하였으며, 중단된 지 3년 만인 1980년 11월 9일에 지금의 제목인 《전국노래자랑》으로 방송을 재개한 후 현재에 이르고 있다. 대한민국의 방송 역사상 최초로 단일 프로그램 30년이라는 타이틀을 획득하였다. 2010년대까지는 평균 시청률이 두 자릿수 인 10%대였으나, 2020년대부터 평균 시청률이 한 자릿수인 6~8%로 다소 하락했다.

## 방송 시간
| 방송 채널 | 방송 기간                           | 방송 시간                           |
| --------- | ----------------------------------- | ----------------------------------- |
| KBS 1TV   | 1980년 11월 9일 ~ 1988년 3월 6일    | 매주 일요일 낮 12시 10분 ~ 1시      |
| KBS 1TV   | 1993년 10월 24일 ~ 1998년 12월 27일 | 매주 일요일 낮 12시 10분 ~ 1시 10분 |
| KBS 1TV   | 1999년 1월 10일 ~ 2006년 7월 2일    | 매주 일요일 낮 12시 10분 ~ 1시 10분 |
| KBS 1TV   | 1993년 5월 2일 ~ 1993년 10월 17일   | 매주 일요일 낮 12시 15분 ~ 1시 15분 |
| KBS 1TV   | 1988년 3월 13일                     | 매주 일요일 낮 12시 10분 ~ 1시 20분 |
| KBS 1TV   | 1988년 4월 3일 ~ 1989년 3월 12일    | 매주 일요일 낮 12시 10분 ~ 1시 20분 |
| KBS 1TV   | 1989년 3월 26일 ~ 1989년 5월 7일    | 매주 일요일 낮 12시 10분 ~ 1시 20분 |
| KBS 1TV   | 1989년 5월 20일 ~ 1993년 4월 25일   | 매주 일요일 낮 12시 10분 ~ 1시 20분 |
| KBS 1TV   | 2006년 7월 9일 ~ 2007년 9월 9일     | 매주 일요일 낮 12시 10분 ~ 1시 20분 |
| KBS 1TV   | 2007년 9월 23일 ~ 2008년 1월 27일   | 매주 일요일 낮 12시 10분 ~ 1시 20분 |
| KBS 1TV   | 2008년 2월 3일 ~ 2008년 4월 6일     | 매주 일요일 낮 12시 10분 ~ 1시 20분 |
| KBS 1TV   | 2008년 4월 20일 ~ 2008년 6월 1일    | 매주 일요일 낮 12시 10분 ~ 1시 20분 |
| KBS 1TV   | 2008년 6월 15일 ~ 2008년 6월 22일   | 매주 일요일 낮 12시 10분 ~ 1시 20분 |
| KBS 1TV   | 2008년 7월 13일                     | 매주 일요일 낮 12시 10분 ~ 1시 20분 |
| KBS 1TV   | 2008년 7월 27일 ~ 2008년 8월 3일    | 매주 일요일 낮 12시 10분 ~ 1시 20분 |
| KBS 1TV   | 2008년 8월 17일 ~ 2009년 4월 5일    | 매주 일요일 낮 12시 10분 ~ 1시 20분 |
| KBS 1TV   | 2009년 4월 26일 ~ 2010년 3월 21일   | 매주 일요일 낮 12시 10분 ~ 1시 20분 |
| KBS 1TV   | 2010년 5월 2일 ~ 2010년 7월 25일    | 매주 일요일 낮 12시 10분 ~ 1시 20분 |
| KBS 1TV   | 2010년 9월 5일 ~ 2010년 11월 28일   | 매주 일요일 낮 12시 10분 ~ 1시 20분 |
| KBS 1TV   | 2010년 12월 12일 ~ 2011년 3월 6일   | 매주 일요일 낮 12시 10분 ~ 1시 20분 |
| KBS 1TV   | 2011년 3월 27일 ~ 2011년 7월 3일    | 매주 일요일 낮 12시 10분 ~ 1시 20분 |
| KBS 1TV   | 2011년 7월 17일                     | 매주 일요일 낮 12시 10분 ~ 1시 20분 |
| KBS 1TV   | 2011년 8월 7일 ~ 2014년 4월 13일    | 매주 일요일 낮 12시 10분 ~ 1시 20분 |
| KBS 1TV   | 2014년 6월 15일 ~ 2015년 11월 15일  | 매주 일요일 낮 12시 10분 ~ 1시 20분 |
| KBS 1TV   | 2015년 11월 29일 ~ 2015년 12월 20일 | 매주 일요일 낮 12시 10분 ~ 1시 20분 |
| KBS 1TV   | 2016년 1월 3일 ~ 2020년 2월 23일    | 매주 일요일 낮 12시 10분 ~ 1시 20분 |
| KBS 1TV   | 2022년 7월 10일 ~ 2022년 12월 11일  | 매주 일요일 낮 12시 10분 ~ 1시 20분 |
| KBS 1TV   | 2022년 12월 18일 ~ 현재             | 매주 일요일 낮 12시 10분 ~ 1시 30분 |
| KBS 1TV   | 1988년 3월 27일                     | 일요일 낮 1시 50분 ~ 3시            |
| KBS 1TV   | 1988년 3월 20일                     | 일요일 낮 1시 ~ 2시 10분            |
| KBS 1TV   | 1989년 3월 19일                     | 일요일 낮 1시 ~ 2시 10분            |
| KBS 1TV   | 1989년 5월 14일                     | 일요일 낮 1시 ~ 2시 10분            |
| KBS 1TV   | 2009년 4월 12일                     | 일요일 낮 12시 50분 ~ 2시           |
| KBS 1TV   | 2009년 4월 19일                     | 일요일 낮 12시 40분 ~ 1시 50분      |
| KBS 1TV   | 2010년 12월 5일                     | 일요일 낮 12시 40분 ~ 1시 50분      |
| KBS 1TV   | 2011년 3월 13일                     | 일요일 낮 12시 40분 ~ 1시 50분      |
| KBS 1TV   | 2008년 4월 13일                     | 일요일 낮 12시 30분 ~ 1시 40분      |
| KBS 1TV   | 2007년 9월 16일                     | 일요일 낮 12시 25분 ~ 1시 35분      |
| KBS 1TV   | 2008년 2월 10일                     | 일요일 낮 12시 25분 ~ 1시 35분      |
| KBS 1TV   | 2008년 7월 6일                      | 매주 일요일 낮 12시 20분 ~ 1시 30분 |
| KBS 1TV   | 2008년 7월 20일                     | 매주 일요일 낮 12시 20분 ~ 1시 30분 |
| KBS 1TV   | 2011년 3월 20일                     | 매주 일요일 낮 12시 20분 ~ 1시 30분 |
| KBS 1TV   | 2020년 3월 1일 ~ 2022년 7월 3일     | 매주 일요일 낮 12시 20분 ~ 1시 30분 |
| KBS 1TV   | 2008년 8월 10일                     | 일요일 낮 12시 15분 ~ 1시 25분      |
| KBS 1TV   | 2010년 7월 11일                     | 일요일 낮 12시 15분 ~ 1시 25분      |
| KBS 1TV   | 2010년 8월 29일                     | 일요일 낮 12시 15분 ~ 1시 25분      |
| KBS 1TV   | 2011년 7월 10일                     | 일요일 낮 12시 15분 ~ 1시 25분      |
| KBS 1TV   | 2008년 6월 29일                     | 일요일 낮 12시 40분 ~ 1시 55분      |
| KBS 1TV   | 2010년 8월 8일 ~ 2010년 8월 29일    | 매주 일요일 낮 12시 ~ 1시 30분      |
| KBS 1TV   | 2011년 7월 24일 ~ 2011년 7월 31일   | 매주 일요일 낮 12시 ~ 1시 30분      |
| KBS 1TV   | 2019년 8월 11일                     | 매주 일요일 낮 12시 ~ 1시 30분      |

## 진행자
| 성명     | 출연 기간                          |
| -------- | ---------------------------------- |
| 故이한필 | 1980년 11월 9일 ~ 1985년 7월 7일   |
| 故이상용 | 1985년 7월 14일 ~ 1986년 5월       |
| 고광수   | 1986년 5월 ~ 1987년 4월            |
| 최선규   | 1987년 4월 ~ 1988년 5월 1일        |
| 김선동   | 1994년 5월 15일 ~ 1994년 10월 9일  |
| 故송해   | 1994년 10월 16일 ~ 2022년 5월 15일 |
| 김신영   | 2022년 10월 16일 ~ 2024년 3월 24일 |
| 남희석   | 2024년 3월 31일 ~ 현재             |

## 악단장
| 성명       | 출연 기간                          |
| ---------- | ---------------------------------- |
| (故)김인협 | 1980년 12월 28일 ~ 2011년 7월 16일 |
| 신재동     | 2011년 7월 24일 ~ 현재             |

## 방송 진행
개요
- 전국 각지를 돌면서 주민이 참여하는 순회공연 및 공개녹화 방식이다. 시·군·자치구나 각종 축제위원회 등에서 초청을 받기도 한다.
- 1차와 2차 예선을 거쳐 선발된 지역 주민들이 노래를 부르기 전 장기를 선보이거나 해당 지역의 특산물도 소개하며 진행자와 출연자 간에 만담이 이루어지기도 한다.
- 매회 5명 내외의 초대가수가 출연하며, 매회 최우수상 시상 때 해당 지방자치단체장(시장, 군수, 구청장 등 주로 기초자치단체)도 출연하여 지역을 소개하는 자리도 마련된다.
- 전국 노래자랑 20주년 기념으로 모든 시·군의 시장과 군수가 축하 화환을 보낸 적이 있다.

예선 과정
- 동행정복지센터(동사무소), 전화, 인터넷, 예선 현장 등에서 신청을 받는다. 메인 작가와 담당 PD가 예선 심사위원으로 참석하여 1차, 2차 예선을 진행한다. 통상적으로 15~16명 정도를 본선 진출자로 최종 선발한다.
- 홈페이지를 통해 1개월 간의 지역 예심 녹화 일정을 발표한다.

본선 진행 방식
- 일부 출연자는 노래 이외에도 퍼포먼스나 장기를 선보이며, 해당 지역 특산물 같은 자랑거리를 소개하기도 한다.
- 심사위원은 주로 대한민국의 유명 가요 작곡가들이 대부분 출연하며, 심사위원이 실로폰으로 ‘딩동댕’과 ‘땡’소리를 내어 합격과 불합격을 결정한다.
- 5명 내외의 초대가수가 출연하며 초대가수의 가사는 자막으로 처리된다(2000년 7월 이후 부터).
- 초대가수의 노래는 작사/작곡가도 자막으로 처리된다(2009년 4월부터).
- 초대 가수의 노래는 코러스, 가수 전속 댄서 팀이 참여하며, 반주는 1980년대에는 중요 특집만 악단 생 라이브로 했다. 근데 1990년대 부터 악단 올 생 라이브로 진행함.(1991년 부터)
- 출연자들의 노래자랑이 끝나면 인기상·장려상·우수상·최우수상 수상자를 선발한다.

특집 방송
- 매년 명절 특집 방송(설날과 추석 장사 씨름대회 중계와 연계하여 씨름대회 전 생방송으로 진행)
- 매년 12월 마지막주 일요일에 총결선 특집 방송
- 그 외 필요에 따라 제작진이 기획

## 결선 대회

### 개요
- KBS홀에서 진행한다.
- 연말마다 해당 연도 출연 지역(결선 방송 이전까지 방송된 지역에 한함) 입상자들 중 일부가 출전하여 결선을 벌인다.
- 노래는 1절까지만 부르며 실로폰은 사용하지 않는다.
- 결선이 끝나면 인기상, 장려상, 우수상, 최우수상, 대상 등 수상자를 선발한다.
- 상반기 결선이 있었을 때에는 같은 해 연말 결선 때 대상 수상자가 상반기 결선 수상자와 대결하였다.
- 상반기 결선은 2013년을 끝으로 폐지되었다.
- 설 특집 및 추석 특집은 지역 현장 녹화가 아니며, 방송 횟수에는 포함하지 않는다.
- 연말 결선은 매년 12월 마지막 일요일에 방송한다. 단, 방송 횟수에는 포함하지 않는다.
  - 2024년 연말결선은 본래 2024년 12월 29일에 방송할 예정이었으나, 방송 예정일 오전에 발생한 제주항공 2216편 활주로 이탈 사고로 불발된 후 2025년 1월 26일에 방송했다. 이는 방송 사상 최초로 연말 결선이 해를 넘겨서 방송한 사례였다.

### 공동 진행자
- 2019년까지 송해와 함께 KBS 여자 아나운서 진행하는 것을 기본으로 하였으며, 다른 분야 연예인(가수 등)이 맡기도 하였다.
- 2020년부터 2021년까지 연중 행사는 코로나19로 인해 열리지 못했다.
- 2022년부터 2023년까지는 김신영이 단독 진행했다.
- 2024년에는 남희석이 단독 진행했다.

| 연도   | 상반기 결선                   | 상반기 결선                     | 연말 결선                 | 연말 결선                     |
| 연도   | 일자                          | 진행자                          | 일자                      | 진행자                        |
| ------ | ----------------------------- | ------------------------------- | ------------------------- | ----------------------------- |
| 1981년 | 6월 28일                      | 빈칸                            | 12월 27일                 | 빈칸                          |
| 1982년 | 6월 27일                      | 빈칸                            | 12월 26일                 | 빈칸                          |
| 1983년 | 6월 26일                      | 빈칸                            | 12월 25일                 | 빈칸                          |
| 1984년 | 7월 2일                       | 빈칸                            | 12월 31일                 | 빈칸                          |
| 1985년 | 6월 30일                      | 빈칸                            | 12월 29일                 | 빈칸                          |
| 1986년 | 6월 29일                      | 빈칸                            | 12월 28일                 | 빈칸                          |
| 1987년 | 6월 28일                      | 빈칸                            | 12월 27일                 | 이영미 前 아나운서            |
| 1988년 | 6월 27일                      | 빈칸                            | 12월 26일                 | 빈칸                          |
| 1990년 | 6월 24일 (1부), 7월 1일 (2부) | 빈칸                            | 12월 31일                 | 빈칸                          |
| 1991년 | 6월 30일                      | 빈칸                            | 12월 29일                 | 빈칸                          |
| 1992년 | 6월 28일                      | 빈칸                            | 12월 27일                 | 빈칸                          |
| 1993년 | 6월 27일                      | 빈칸                            | 12월 26일                 | 빈칸                          |
| 1994년 | 6월 26일                      | 빈칸                            | 12월 25일                 | 빈칸                          |
| 1995년 | 7월 9일                       | 빈칸                            | 12월 31일                 | 빈칸                          |
| 1996년 | 6월 30일                      | 빈칸                            | 12월 29일                 | 빈칸                          |
| 1997년 | 6월 29일                      | 빈칸                            | 12월 28일                 | 빈칸                          |
| 1998년 | 6월 28일                      | 빈칸                            | 12월 27일                 | 빈칸                          |
| 1999년 | 6월 27일                      | 빈칸                            | 12월 26일                 | 빈칸                          |
| 2000년 | 7월 2일                       | 빈칸                            | 12월 31일                 | 빈칸                          |
| 2001년 | 7월 1일                       | 빈칸                            | 12월 30일                 | 정미정 前 아나운서            |
| 2002년 | 6월 30일                      | 정미정 前 아나운서              | 12월 29일                 | 공정민 前 아나운서            |
| 2003년 | 6월 29일                      | 강수정 前 아나운서              | 12월 28일                 | 강수정 前 아나운서            |
| 2004년 | 6월 27일                      | 강수정 前 아나운서              | 12월 26일                 | 김보민 아나운서               |
| 2005년 | 6월 26일                      | 노현정 前 아나운서              | 12월 25일                 | 김진희 아나운서               |
| 2006년 | 7월 2일                       | 김진희 아나운서                 | 12월 31일                 | 김경란 前 아나운서            |
| 2007년 | 7월 1일                       | 장윤정(가수)                    | 12월 30일                 | 이정민 (KBS 31기) 前 아나운서 |
| 2008년 | 6월 29일                      | 이지애 前 아나운서              | 12월 28일                 | 오정연 前 아나운서            |
| 2009년 | 6월 28일                      | 박은영 前 아나운서              | 12월 27일                 | 장윤정 (가수)                 |
| 2010년 | 6월 27일                      | 이정민(KBS 31기) 아나운서(퇴사) | 12월 26일                 | 고민정 前 아나운서            |
| 2011년 | 6월 26일                      | 차다혜 前 아나운서              | 12월 25일                 | 박은영 (33기) 前 아나운서     |
| 2012년 | 7월 1일                       | 이현주 아나운서                 | 12월 30일                 | 이정민 (KBS 31기)아나운서     |
| 2013년 | 6월 30일                      | 엄지인 아나운서                 | 12월 29일                 | 엄지인 아나운서               |
| 2014년 | 상반기 결선 폐지              | 상반기 결선 폐지                | 12월 28일                 | 이정민 (KBS 31기) 아나운서    |
| 2015년 | 상반기 결선 폐지              | 상반기 결선 폐지                | 12월 27일                 | 정지원 아나운서               |
| 2016년 | 상반기 결선 폐지              | 상반기 결선 폐지                | 12월 25일                 | 김지원 (39기) 前 아나운서     |
| 2017년 | 상반기 결선 폐지              | 상반기 결선 폐지                | 12월 31일                 | 홍진영 (가수)                 |
| 2018년 | 상반기 결선 폐지              | 상반기 결선 폐지                | 12월 30일                 | 홍진영 (가수)                 |
| 2019년 | 상반기 결선 폐지              | 상반기 결선 폐지                | 12월 29일                 | 임수민 아나운서               |
| 2022년 | 상반기 결선 폐지              | 상반기 결선 폐지                | 12월 25일                 | 김신영 (코미디언)             |
| 2023년 | 상반기 결선 폐지              | 상반기 결선 폐지                | 12월 31일                 | 김신영 (코미디언)             |
| 2024년 | 상반기 결선 폐지              | 상반기 결선 폐지                | 2025년 1월 26일 \| 남희석 |                               |

## 역대 결선 수상자

### 상반기결선
| 연도   | 방송일   | 수상자 | 비고                      |
| ------ | -------- | --- | ------------------------- |
| 1998년 | 6월 28일 | 최우수상 : 나흠수(충청남도 당진군(현 당진시) 편)<허니> 외 |                           |
| 2004년 | 6월 27일 | 전영화(최우수상)(충청북도 충주시 편)<가슴에 지는 태양> | 강수정 前 아나운서가 진행 |
| 2008년 | 6월 29일 | | 이지애 前 아나운서가 진행 |
| 2009년 | 6월 28일 | 최우수상: 권미희(25세, 대구광역시 달서구 편 인기상) <쓰리랑> 우수상: 글로리아(39세, 경상남도 고성군 편 장려상) <여러분> 장려상1: 이영주(43세, 전라북도 완주군 편 최우수상) <12줄> 장려상2: 장미선(30세, 대교 학습지 직원, 경상북도 의성군 편 우수상) <님은 먼 곳에> 인기상1: 민병택(55세, 울산광역시 중구 편 인기상) <빈대떡 신사> 인기상2: 김영훈(18세, 서울 서대문구 편 최우수상) <황진이> 인기상3: ?(경기도 안산시 편 장려상) <부끄 부끄>                                                                                               |                           |
| 2010년 |          | |                           |
| 2011년 | 6월 26일 | 최우수상: 원진경(여, 20세, 대학입시 준비생, 경기도 안양시 편 최우수상) 우수상: 님혜성(여, 41세, 또시즌 식품 유한회사 대표, 추석 특집 중국 칭다오 편 최우수상) 장려상1: 이세환(남, 32세, 부산 동래구 편 우수상) 장려상2: 김단하(여, 20세, 용인대 한국어학과 2학년), 윤대만(남, 21세), 최유진(여, 20세) (이상 서울예술대학 한국음악과 1학년), (서울 종로구 편 최우수상) 인기상1: 박해수(여, 18세, 경기 안양예고 연예창작과 2학년, 서울 종로구 편 인기상) <담장의 미아리고개> 인기상2: 신선우(남, 양주 덕현초 2학년, 경기도 양주시 편 인기상) |                           |
| 2012년 |          | |                           |
| 2013년 |          | |                           |

## 연말 결선
| 연도   | 방송일    | 수상자 | 비고                        |
| ------ | --------- | --- | --------------------------- |
| 2004년 | 12월 26일 | 인기상1 - 권민규(남,4세)<빠이 빠이야>(부산 기장군)(인기상) 인기상2 - 박차순(남,73세)<경상도 아가씨>(부산광역시 강서구 편)(최우수상) 장려상1 - 김신애(여,25세)<중국동포노래자랑 특집 편)(인기상) 장려상 2 - 김현우(남,19세)<경북 칠곡 고등학교>(경상북도 칠곡군 편)(장려상)<가리지좀 마> 우수상 - 백경람(여,22세)<저 바다가 날 막겠어>( 대학교 학과 학년)(경상북도 칠곡군)(최우수상) 최우수상 및 대상 - 신동화(남,20세)(?? 대학교 학과 1학년 재학중)(경상북도 영양군)(최우수상)<자옥아>                                                           | 김보민 아나운서가 진행      |
| 2008년 | 12월 28일 | | 오정연 前 아나운서가 진행   |
| 2009년 | 12월 27일 | | 장윤정 (가수) 가 진행       |
| 2010년 | 12월 26일 | 우수상: 조은심(여, 24세, 떼이루 극단 단원, 전남 진도군편 최우수상) | 고민정 前 아나운서가 진행   |
| 2011년 | 12월 25일 | 대상: 박비엔나(여, 28세, 무지개맨션 글로벌 팀장, 인천광역시 옹진군 편 최우수상) 최우수상: 박비엔나(여, 28세, 무지개맨션 글로벌 팀장, 인천광역시 옹진군 편 최우수상) 우수상: 이철환(남, 33세, 시큐아이닷컴 법인영업그룹 직원, 경기도 광명시 편 최우수상) 장려상1: 신기순(여, 46세, 길성농요 소리꾼, 충청남도 홍성군 편 인기상) 장려상2: 허항준(남, 38세, 축산농장 운영, 경상남도 의령군 편 우수상) 인기상1: 황민우(남, 6세, 유치원생, 광주광역시 동구 편 인기상) 인기상2: 공태식(남, 33세, 동아방송예술대학 기획실 직원, 경기도 안성시 편 인기상) | 박은영 前 아나운서가 진행   |
| 2012년 | 12월 30일 | | 이정민(KBS) 아나운서가 진행 |
| 2013년 | 12월 29일 | | 엄지인 아나운서가 진행      |
| 2014년 | 12월 28일 | | 이정민(KBS) 아나운서가 진행 |
| 2015년 | 12월 27일 | 대상: 위성희(여, 34세, 안양시의 모 어린이집 교사, 경기도 안양시 편) <이유 같지 않은 이유> 최우수상: 서지혜, 국민서, 김지은 (경기도 용인시 편) <부기맨> 우수상: 이연화(여, 26세, 영어강사), 이명학(여, 24세, 수원대학교 재학) (전라남도 강진군 편) | 정지원 아나운서가 진행      |
| 2016년 | 12월 25일 | | 김지원 前 아나운서가 진행함 |
| 2017년 | 12월 31일 | 대상: 김태군(남, 48세, 교회 목사, 경상남도 밀양시 편) <향수> 최우수상: 김시화(여, 20세, 서울특별시 성동구 편) <재상 난별가> 우수상: 여현주(여, 25세) 외 2명 (인천광역시 남동구 편) <손대지 마> 장려상: 팜 띠이엔 응아(여, ?5세, 인천광역시 남동구 편) 인기상1: 홍잠언(남, 7세, 강원도 평창군 편) <항구의 남자> 인기상2: 이나라(여, 12세) 외 14명 (충청남도 천안시 편) <장윤정 트위스트> 인기상3: 정은숙(여, 43세) 외 3명 (인천광역시 남동구 편) <사랑 바람>                                                                                      | 홍진영(가수) 이 진행        |

## 역대 특집 수상자

### 2016년
| 연도   | 방송일   | 부제                                  | 수상자 |
| ------ | -------- | ------------------------------------- | --- |
| 2016년 | 9월 18일 | 추석특집 재외동포와 함께하는 세계대회 | 대상: 이시현(여, 30세, 브라질) <어른 아이> 최우수상: 안혜령 (여, 8세, 심양 서탑조선족학교 3학년, 중국) 우수상: 이지훈(남, 33세, 인테리어, 아랍에미리트) 장려상: 이승하(여, 62세, 주부, 인도네시아), 복병구(여, 60세, 일본) |

### 2024년
| 부제                | 출연진 |
| ------------------- | --- |
| 추석특집 별들의전쟁 | 박명수, 지상렬, 정준하, 송필근, 오정율, 이수경, 오민우, 장현욱, 홍현호, 이민우가족, 유지나, 윤정수, 배종찬, MC배, 남창희, 쇼리, 송예빈, 김종훈, 조향기, 이숙, 정종건, 김정운, 최우성, 정수현, 정상일, 이종민, 정수연, 이관우, 이유비가족, 임진웅, 김진웅, 스윗소로우, 알고보니혼수상테, 린, 박현빈, 신유 |

## 전국노래자랑 출전 유명 연예인
공사 창립 특집 《국민과 함께 딩동댕 30년》 중에서 인용했다.
| 이름                                 | 참가 연도 | 결과                   | 출전곡                                                      |
| ------------------------------------ | --------- | ---------------------- | ----------------------------------------------------------- |
| 김연숙                               | 1977년    | 인기상                 | 윤복희 - 〈웃는 얼굴 다정해도〉                             |
| 장윤정                               | 1988년    | 예선 탈락              |                                                             |
| 김혜연                               | 1989년    | 인기상                 | 전유나 - 〈사랑이란 건〉                                    |
| 김신영                               | 1990년    | 탈락                   | 혜은이 - 〈열정〉                                           |
| 조영구                               | 1990년    | 우수상                 | 조용필 - 〈모나리자〉                                       |
| 홍석천                               | 1991년    | 우수상                 | 이현우 - 〈꿈〉                                             |
| 이창용                               | 1992년    | 최우수상               |                                                             |
| 최양락                               | 1993년    |                        | 나훈아 - 〈고향역〉                                         |
| 박상철                               | 1993년    | 최우수상               | 유열 - 〈화려한 날은 가고〉                                 |
| 김고은                               | 1994년    | 인기상                 | 민요 - 〈뱃노래〉                                           |
| 현진우                               | 1997년    | 최우수상               |                                                             |
| 온희정                               | 2001년    | 최우수상               | 박미경 - 〈집착〉                                           |
| 지원이                               | 2001년    | 최우수상               | 한영애 - 〈누구 없소〉                                      |
| 김재욱                               | 2004년    | 인기상                 | 오승근 - 〈있을 때 잘해〉                                   |
| 정미애                               | 2005년    | 최우수상               | 이선희 - 〈아름다운 강산〉                                  |
| 박혜신                               | 2006년    | 최우수상               |                                                             |
| 승희                                 | 2007년    | 우수상                 | 박상철 - 〈자옥아〉                                         |
| 김보경                               | 2008년    | 우수상                 | 체리필터 - 〈낭만 고양이〉                                  |
| 윤수현                               | 2008년    |                        | 오은주 - 〈사랑의 포로〉                                    |
| 송소희                               | 2008년    |                        | 김영임 - 〈창부타령〉                                       |
| 박서진                               | 2008년    |                        | 민지 - <초혼>                                               |
| 강호동, 이수근, 이승기, MC몽, 은지원 | 2008년    | 특별 인기상            | 박상철 - 〈무조건〉                                         |
| 김희재                               | 2009년    | 최우수상               | 서지오 - <하이하이하이>장윤정 - 〈사랑아〉                  |
| 김수찬                               | 2010년    | 최우수상               | 남진 - 〈나야 나〉                                          |
| 강수빈                               | 2010년    | 최우수상               | 김용임 - 〈열두 줄〉                                        |
| 송가인                               | 2010년    | 최우수상               | 주현미 - 〈정말 좋았네〉 / 〈진도 아리랑〉                  |
| 진해성                               | 2011년    | 우수상                 |                                                             |
| 홍준보                               | 2011년    | 우수상                 | 진성 - 〈내가 바보야〉                                      |
| 장민호                               | 2011년    |                        |                                                             |
| 송하예                               | 2012년    |                        | 장윤정 - 〈짠짜라〉                                         |
| 풍금                                 | 2013년    | 최우수상               | 김연자 - <10분 내로>                                        |
| 연분홍                               | 2015년    | 최우수상               | 장윤정 - 〈애가 타〉                                        |
| 임영웅                               | 2016년    | 최우수상               | 신유 - 〈일소일소 일노일노〉                                |
| 호별                                 | 2016년    | 장려상                 | 강민 - 〈세월아 청춘아〉                                    |
| 홍잠언                               | 2017년    | 최우수상               | 박상철 - 〈항구의 남자〉                                    |
| 정동원                               | 2018년    | 우수상                 | 진성 - 〈보릿고개〉 / 백년설 - 〈나그네 설움〉(색소폰 연주) |
| 이찬원                               | 2008년    | 우수상                 | 한혜진 - <너는 내 남자>                                     |
| 이찬원                               | 2008년    | 한혜진 - <정말 진짜로> |                                                             |
| 이찬원                               | 2013년    | 인기상                 | 이성우, 머루와 다래 - <진또배기>(진또베기)                  |
| 이찬원                               | 2019년    | 최우수상               | 유지나 - 〈미운 사내〉                                      |

## 전 프로듀서
- 고세준
- 고찬수 (現 한국프로듀서연합회 회장)
- 김광수 (前 CP)
- 김필준
- 박기현
- 이경윤
- 이민호 (前 CP)

## 논란
- "꽝" 소리

방영 초기에는 노래를 부르고 있는 도중 "꽝" 하는 소리가 참가자의 얼굴을 붉히게 하여 기분 나쁘게 한다는 말도 있었으나 회를 거듭하면서 진행자의 재치있는 진행 방식과 의식의 변화로 그런 모습은 거의 사라졌다. 후반으로 갈수록 이것도 하나의 문화로 자리잡아 "꽝'" 소리를 받은 참가자 중 인기상 수상자가 나올 정도였다.
- 벌떼 방송

2010년 6월 20일에 방송된 전라남도 함평군 편에서 한 출연자가 몸에 벌떼를 붙이고 무대 위에 올라 시청자들이 홈페이지에 항의하는 소동이 일어났다. 방송이 끝난 뒤에 제작진은 해당 장면에 대해 사고에 대비하여 연기, 구급차, 소방차 등을 준비하였으며, 다친 사람은 없었다고 해명하였다.
- 품위유지 위반

MC 송해가 2017년 3월 26일에 방송된 충청남도 서산시 편에서 참가자인 초등학교 2학년 남학생의 성기를 만지는 듯한 장면을 내보내 물의를 샀으며 결국 방송통신심의위원회로부터 '권고' 조치를 받았다.
- 보직해임

MC 김신영이 2024년 3월 24일 부로 전국노래자랑 진행자에서 보직해임 당했다. 후임 진행자로 남희석이 임명되었다.

## 기타
- 리비아 노래자랑 제작

리비아 대수로 건설 현장인 사하라 사막 야외 무대에서 리비아 대수로 건설에 참여한 동아건설 근로자 여러분들의 노래자랑 프로그램으로 제작하였으며 당시 프로그램 진행자인 최선규 아나운서가 아닌 김동건 아나운서가 진행을 맡아서 1987년 7월 26일에 방송하였다. 이때는 김동건 아나운서가 가요무대 리비아 특집 방송으로 인해 리비아 대수로 건설 현장인 사하라 사막에 방문했기 때문에 김동건이 진행할 수 있었다고 한다.
- LA 노래자랑 제작

로스엔젤레스 한국의 날 25번째 맞이을 해 L.A 코리아 타운 아드모아 공원 야외 무대에서 당시 프로그램 진행자인 송해가 진행을 맡아서 1998년 10월 4일에 추석특집으로 방송하였다.
- 평양 노래자랑 제작

평양 야외무대에서 《평양노래자랑》이라는 제목으로 평양 시민들의 노래자랑 프로그램을 제작해 2003년 광복절에 방송하였다.
- 파라과이 노래자랑 제작

파라과이의 아순시온에서 남아메리카 특집 전국노래자랑을 제작했다. 이는 역대 전국노래자랑 중 가장 멀리 가서 제작한 사례이다. 여기서는 현지 교민 이외에도 파라과이인도 많이 참가했다. 1995년 9월 8일, 《추석특집 남미대륙 한국인 노래자랑》이라는 제목으로 KBS 2TV에서 방송했다.
- 뉴욕 노래자랑 제작

2007년 9월 26일에 추석특집으로 방송했다.
- 중국 선양 노래자랑 출전

2009년 9월 6일, 중국 선양 편 녹화를 위해 교민, 조선족, 한족, 중국인 등을 포함해 900여 명이 참가 신청서를 제출했다. 이후 2009년 10월 4일에 방송했다.
- 김인협 악단장 별세

《전국 노래자랑》이 시작된 이후 31년 간 악단을 이끌어 왔고 2011년 7월 24일 부산광역시 해운대구 편부터 건강상의 이유로 하차하였다. 2011년 연말 결선 대회에서 중절모를 쓴 채 지휘를 맡기도 했으나 이후 투병 생활 중 2012년 9월 26일에 지병인 폐암으로 별세하였다.
- 진행자 미출연 및 대리 진행
  - 2012년 9월 22일에 정서진 아리빛 수변무대에서 《인천광역시 서구》편[19]의 녹화를 앞두고 송해가 몸의 이상 증세를 호소하며 병원에 후송되자 심사위원 중 한 명인 작사가 이호섭이 진행을 맡아 예정대로 녹화를 마쳤다. 이날 송해의 갑작스러운 녹화 미출연은 지난 1994년에 이 프로그램의 진행자로 복귀하고서는 처음이다.[20]
  - 2012년 9월 23일에 진행된 추석 특집 《지구촌 노래자랑》편[21]의 녹화에도 송해가 건강상의 이유로 나서지 못하자 허참이 대신 진행을 맡았다.
  - 2020년 1월 12일에 진행된 설 특집 《돌아온 전설》 편[22]의 녹화에도 송해가 건강상의 이유로 나서지 못하자 이호섭 작곡가와 임수민 아나운서가 진행을 맡았다.
  - 2022년 5월 15일에 전국노래자랑 MC를 맡았던 송해가 마지막 방송으로 하차를 하게 되었다.
  - 2022년 6월 12일에 34년 간 전국노래자랑의 MC를 맡았던 고인을 추모하는 국민MC 송해 추모 특집 전국노래자랑이 편성되었다.
- 2020년 3월 1일부터 2022년 7월 3일까지 전국노래자랑 스페셜이 회차에 포함되지 않은 상태에서 예전 방송분이 대체 방송되었다.[23]
- 2022년 6월 5일부터 전국노래자랑 야외 녹화가 재개되었다. 방송은 7월 10일부터 재개되었다.
- 2022년 9월 4일부터 전국노래자랑 첫 여성 단독 진행자인 김신영 체제로 녹화가 진행되었으며, 그 해 10월 16일부터 2024년 3월 24일까지 방송했다.
- 2024년 11월 13일에 은광학교에서 전국노래자랑 패러디인 은광노래자랑을 개최하였다. 차이점은 전국노래자랑 mc는 남자인데, 은광노래자랑의 mc는 여자다.전국노래자랑은 인기상, 장려상, 최우수상, 우수상이 있지만 은광노래자랑은 참가상, 3등, 2등,1등이 있다. 전국노래자랑은 가수가 출연하는데 은광노래자랑은 가수가 출연 안 한다. 전국노래자랑에 없는 레크리에이션과 인사왕 선발대회가 은광노래자랑에 있다. 수상자는 박은서와 김연화.

## 편성 변경
- 1981년
  - 5월 10일: 1981년 대통령배 전국고교야구대회 준준결승 중계방송 관계로 결방.
  - 9월 13일: 1981년 봉황대기 전국고교야구대회 준준결승 중계방송 관계로 결방.

- 1982년
  - 1월 3일: 신정 KBS 스포츠 대축제 중계방송 관계로 결방.
  - 3월 28일: 1982년 서울국제마라톤대회 개막 축제 및 중계방송 관계로 결방.
  - 6월 6일: 현충일 특집 특별기획 《조국과 함께 영원히》 방송 관계로 결방.

- 1983년
  - 1월 2일: 새해가족선물 《산 바다 하늘의 대합창》 방송 관계로 결방.
  - 6월 19일: 세계청소년축구선수권대회 3·4위전 대한민국 : 폴란드 중계방송, 가정요리 대경연, KBS 주최 대통령기 전국고교농구대회 관계로 결방.
  - 7월 10일: 특별 생방송 《이산가족을 찾습니다》 방송 관계로 결방.
  - 9월 4일: 생방송 《현장점검 손님맞이 이대로 좋습니까》, 특집 KBS 뉴스 방송 관계로 결방.
  - 9월 25일: 특별 생방송 《이산가족을 찾습니다》 방송 관계로 결방.

- 1984년
  - 1월 1일: 신춘만담, 84 신정 스포츠 대축제 중계방송 관계로 결방.

- 1985년
  - 5월 5일: 어린이날 특집 《어린이를 위한 KBS 교향악단 연주회》 방송 관계로 결방.

- 1986년
  - 3월 30일: 제2회 전국남녀고교 구간마라톤대회 중계방송 관계로 결방. 이후 특선영화 《사랑하는 사람아 (영화)》가 방영되었다.
  - 10월 5일: 1986년 서울 아시안 게임 육상 남녀계주 결승 중계방송 관계로 결방.

- 1988년
  - 9월 18일: 1988년 서울 올림픽 남자 축구 〈잠비아 대 이라크〉 중계방송 관계로 결방.
  - 9월 25일: 1988년 서울 올림픽 체조 여자 개인 종목별 결승전 방송 관계로 결방.
  - 10월 2일: 1988년 서울 올림픽 남자 복싱 6체급 결승 중계방송 관계로 결방.

- 1989년
  - 7월 2일: 《쇼! 특급》(재방송) 방송 관계로 결방.

- 1990년
  - 4월 22일: KBS 노조의 파업으로 인한 앙코르 《세일즈맨의 죽음》 방송 관계로 결방.
  - 4월 29일: 가요무대 재방송 관계로 결방.
  - 5월 6일: 100분 드라마 《가시고기》 방송 관계로 결방.
  - 5월 13일: 《드라마 초대석》 방송 관계로 결방.
  - 9월 30일: 1990 베이징 아시안 게임 중계방송 관계로 결방.

- 1991년
  - 1월 20일 : 페르시아만 전쟁 속보 관계로 결방.

- 1993년
  - 6월 6일: 현충일 특집 음악회 관계로 결방.

- 1994년
  - 1월 2일: 1994년 신년 스포츠 축제 연고전 중계방송 관계로 결방.
  - 9월 25일: 특집 권투 WBC 헤비급 타이틀전 〈레녹스 루이스 대 올리버 매콜〉 중계방송 관계로 결방.

- 1995년
  - 1월 1일: 1995년 신년 특집 한국영화 《기쁜 우리 젊은 날》 방송 관계로 결방.
  - 7월 2일: 삼풍백화점 붕괴 사고 여파로 인하여 결방.

- 1997년
  - 8월 17일: 1997년 미국프로야구 메이저 리그 박찬호 선발경기 〈LA다저스 대 신시내티 레즈〉 중계방송 관계로 결방.

- 1999년
  - 6월 6일: 1999년 청룡기 전국고교야구 선수권대회 중계방송 관계로 1주 연기.

- 2004년
  - 6월 6일: 현충일 특집 《6월의 사람들》 방송 관계로 방송이 1주 연기.

- 2006년
  - 7월 16일: 중부지역 집중호우 특보로 1주 연기.

- 2009년
  - 4월 5일: 조선민주주의인민공화국의 로켓 발사 특보 관계로 결방.
  - 5월 24일: 노무현 전 대통령 서거 여파로 인하여 결방.
  - 8월 23일: 김대중 전 대통령 서거 여파로 인한 KBS 뉴스특보 및 2009년 세계 육상 선수권 대회 중계방송 관계로 결방.

- 2010년
  - 3월 28일 ~ 4월 18일: 천안함 피격 사건의 여파로 인하여 4주간 결방.
  - 4월 25일: 앙코르 다큐 《오은선, 도전은 계속된다, 안나푸르나》 방송 관계로 결방.

- 2014년
  - 4월 20일 : 세월호 침몰 사고의 여파로 인해 결방.
  - 4월 27일 : KBS 파노라마 재방송 관계로 결방.
  - 5월 4일 : KBS 특선 앙코르 드라마 방송 관계로 결방.
  - 5월 11일 : KBS 파노라마 재방송 관계로 결방.
  - 5월 18일 : 스승의 날 특집 다큐 《나는 선생님입니다》 방송 관계로 결방.
  - 5월 25일 : 특선 앙코르 하모니 방송 관계로 결방.
  - 6월 1일 : 특선 앙코르 하모니 방송 관계로 결방되고, KBS 노조의 파업이 겹치면서 두 달간 방송이 중단되었다.
  - 6월 8일 : 특선 앙코르 하모니 방송 관계로 결방.

- 2015년
  - 11월 22일 : 김영삼 전 대통령 서거 여파로 인하여 1주 연기.

- 2016년
  - 2월 7일: 조선민주주의인민공화국의 미사일 관련 속보로 인해 36년 인기상 총 집합 방송이 2월 10일로 연기되었다.

- 2018년
  - 8월 26일: 2018년 자카르타·팔렘방 아시안 게임 중계방송 관계로 결방.

- 2019년
  - 6월 30일 : 한미정상회담 보도 관계로 결방.
  - 9월 22일 : 태풍 타파 관련 특보 편성 관계로 결방.

- 2020년
  - 3월 1일 - 6월 28일 : 코로나19 범유행으로 인한 결방과 스페셜 편성으로 대체.
  - 8월 2일 - 8월 9일: 중부지방 집중호우의 여파로 2주간 결방.
  - 8월 16일 - 12월 27일 : 코로나19 범유행으로 인한 결방과 스페셜 편성으로 대체.

- 2021년
  - 1월 3일 - 7월 18일: 코로나19 범유행으로 인한 결방과 스페셜 편성으로 대체.
  - 7월 25일: 2020 도쿄 올림픽 중계방송으로 인한 결방.
  - 8월 1일 - 12월 26일: 코로나19 범유행으로 인한 결방과 스페셜 편성으로 대체.

- 2022년
  - 1월 2일 - 7월 3일: 코로나19 범유행으로 인한 결방과 스페셜 편성으로 대체.
  - 10월 30일: 이태원 압사 참사 특보 관계로 결방.

- 2023년
  - 7월 16일: 집중호우 관련 KBS 뉴스특보 편성으로 인한 결방.
  - 7월 23일: 집중호우 여파 및 다큐 인사이트 끓는 바다 재방송으로 인한 결방.

- 2024년
  - 2월 11일 - 2월 18일: 설 특집 인기상 총집합 1부 & 2부 편성.
  - 3월 3일: 공사창립기획 아나운서 전국노래자랑 특집 편성.
  - 12월 8일 ~ 12월 15일: 윤석열 대통령 탄핵소추 관련 KBS 뉴스특보 편성으로 2주간 결방.
  - 12월 29일: 제주항공 2216편 활주로 이탈 사고 관련 뉴스특보로 인한 결방.
- 2025년
  - 1월 5일: 제주항공 2216편 활주로 이탈 사고 관련 국가 애도의 날 종료 및 신년특집 《한국인의 밥상》 재방송으로 결방.
  - 1월 19일(2102회): 윤석열 대통령 구속 관련 KBS 뉴스특보 방송의 지연으로 12시 30분부터 1시 50분까지 방송.
  - 3월 23일 ~ 3월 30일: 2025년 영남 지역 산불 관련 뉴스특보로 2주간 결방. 3월 23일에 방송 예정이었던 울산광역시 울주군 편은 같은 해 5월 4일로 연기되었다.
  - 7월 20일: 2025년 전국 지방 홍수로 결방. 해당 시간에 《생로병사의 비밀》 재방송으로 대체 편성.

## 수상 내역
- 2020년 브랜드 고객충성도 대상 프로그램 뮤직부문

## 특이 사항
- 행복 수준 연구《퀴즈 대한민국》의 예선 참가자보다 《전국 노래자랑》의 예선 참가자의 외향성 및 행복 수준이 더 높다는 조사 연구가 있다.[24]
- 2009년 4월 12일 경기도 김포시 편 방송분부터 고선명 화질(HD)로 방송하기 시작하였다.
- 연령별 장노년층 사이에 높았고, 반면 중년, 젊은층으로 낮은 편이다.
- 1980년대부터 1990년대 초반까지의 원본 테이프는 폐기되었거나 일부만 현존한다.
- 일본의 NHK 《노도지만》(1946년 ~ )을 참조해서 만들었다.